# Methodes van Mill
De methodes van Mill zijn vijf inductieve manieren om de mate van causaliteit te onderzoeken.
John Stuart Mill (1806-1873) zette deze vijf methodes uiteen in A System of Logic uit 1843: 
- de methode van overeenkomst
- de methode van verschil
- de gezamenlijke methode van overeenkomst en verschil
- de methode van de residuen
- de methode van gelijktijdige variatie

Afhankelijk van de omstandigheden kan een van deze methodes gebruikt worden om te achterhalen welke factoren in welke mate de oorzaak zijn van een bepaald effect. Uitgaande van empirische data kunnen oorzaken bedacht worden met hypotheses over het causale verband. Door eliminatie van mogelijke oorzaken wordt getracht de ware oorzaak te achterhalen.
Bij een grote n kan mogelijk gebruik worden gemaakt van statistische toetsen. Bij een kleine n gaat dit niet op. In wat Donald Campbell het probleem van de vrijheidsgraden noemde, kunnen er zelfs meer verklaringen dan onderzoekselementen zijn. In dat geval zijn de methodes van Mill een alternatief.

## Noodzakelijk en voldoende
Er kan onderscheid gemaakt worden tussen noodzakelijke en voldoende voorwaarden. Een noodzakelijke voorwaarde is een absolute vereiste om het effect op te laten treden. Zo moet de zon zich boven de horizon bevinden om zonlicht te kunnen zien.

Een voldoende voorwaarde leidt al zonder andere voorwaarden tot het effect. Zo is de zon boven de horizon wel een noodzakelijke voorwaarde, maar niet voldoende om zonlicht te kunnen zien. Als de maan tussen de zon en de aarde staat, is er immers sprake van een zonsverduistering. Als een oorzaak zowel noodzakelijk als voldoende is, is er sprake van unicausaliteit waarbij het effect dus volledig toe te schrijven is aan een oorzaak.
De meeste oorzaken zijn echter niet noodzakelijk, noch voldoende. In veel gevallen is er sprake van gedeeltelijke oorzaken en is een enkele oorzaak niet de volledige verklaring en ook niet altijd geldig waardoor er sprake is van onderdeterminering. Andersom kunnen er meerdere voldoende voorwaarden zijn, waarmee er sprake is van overdeterminering. Statistisch uit zich dit in een mate van correlatie. Correlatie is echter geen bewijs van causaliteit, al kan het daar wel een aanwijzing voor zijn.

## Methode van overeenkomst
Bij de methode van overeenkomst worden minimaal twee gevallen van een verschijnsel met elkaar vergeleken en worden gemeenschappelijke omstandigheden gezocht. Mill stelde in zijn eerste canon:
Als bij onderzoek naar een bepaald verschijnsel twee of meer onderzoekselementen slechts één omstandigheid gemeen hebben, dan is deze omstandigheid de oorzaak (of het gevolg) van het bestudeerde verschijnsel.
In onderstaande geval leidt dit tot de conclusie dat oesters de oorzaak zijn van een voedselvergiftiging.
| Element   | Omstandigheid | Omstandigheid | Omstandigheid | Omstandigheid | Verschijnsel (ziekte) |
| Element   | Soep          | Wijn          | IJs           | Oesters       | Verschijnsel (ziekte) |
| --------- | ------------- | ------------- | ------------- | ------------- | --------------------- |
| Persoon A | Nee           | Ja            | Ja            | Ja            | Ja                    |
| Persoon B | Ja            | Nee           | Ja            | Ja            | Ja                    |
| Persoon C | Ja            | Ja            | Nee           | Ja            | Ja                    |

Een van de beperkingen van deze methode wordt duidelijk in het probleem van de wetenschappelijke drinker, waarbij water de oorzaak lijkt te zijn van dronkenschap.
| Element   | Omstandigheid | Omstandigheid | Omstandigheid | Omstandigheid | Verschijnsel (dronkenschap) |
| Element   | Bier          | Wijn          | Port          | Water         | Verschijnsel (dronkenschap) |
| --------- | ------------- | ------------- | ------------- | ------------- | --------------------------- |
| Persoon D | Nee           | Ja            | Ja            | Ja            | Ja                          |
| Persoon E | Ja            | Nee           | Ja            | Ja            | Ja                          |
| Persoon F | Ja            | Ja            | Nee           | Ja            | Ja                          |

In dit geval zijn er te weinig omstandigheden bij verschillende onderzoekselementen getest die leidt tot deze overhaaste generalisatie. Daarom stelt Karl Popper ook dat nooit gezegd kan worden dat een theorie waar is, maar hoogstens dat deze nog niet gefalsificeerd is. 
In dit geval zou een experiment met nog een persoon voldoende zijn om vast te stellen dat water geen dronkenschap veroorzaakt, maar experimenten zijn niet altijd mogelijk. Zo kunnen in de sociale wetenschappen verschillende landen niet met steeds slechts een afwijkende omstandigheid aan een revolutie worden onderworpen.
Voor Mill was de methode van overeenkomst een toevlucht als het niet mogelijk was om experimenten uit te voeren.

## Methode van verschil
Mill stelde in zijn tweede canon:
Als bij een onderzoekselement het bestudeerde verschijnsel voorkomt en bij een ander onderzoekselement niet voorkomt terwijl beide elementen alle omstandigheden gemeenschappelijk hebben op een na, dat alleen in het eerste geval voorkomt, dan is de omstandigheid waarin de twee elementen van elkaar verschillen het gevolg of de oorzaak van het verschijnsel of een noodzakelijk onderdeel van de oorzaak, c.q. gevolg.
| Element   | Omstandigheid | Omstandigheid | Verschijnsel (dronkenschap) |
| Element   | Bier          | Water         | Verschijnsel (dronkenschap) |
| --------- | ------------- | ------------- | --------------------------- |
| Persoon G | Ja            | Ja            | Ja                          |
| Persoon H | Nee           | Ja            | Nee                         |

## Gezamenlijke methode van overeenkomst en verschil
De derde canon van Mill luidt:
Als twee of meer onderzoekselementen waarin het verschijnsel voorkomt, slechts één omstandigheid gemeen hebben, terwijl twee of meer onderzoekselementen waarin het niet voorkomt niets gemeenschappelijk hebben behalve de afwezigheid van die omstandigheid; de omstandigheid waarin alleen de twee sets van onderzoekselementen verschillen, is het effect, of oorzaak, of een noodzakelijk deel van de oorzaak, van het fenomeen.
De gezamenlijke methode van overeenkomst en verschil, door Mill ook wel de indirecte methode van verschil genoemd, is een dubbele toepassing van de methode van overeenkomst. Daarbij moet elk bewijs onafhankelijk van de ander zijn en moeten ze elkaar corroboreren of versterken. Mill zag het als een uitbreiding van de methode van overeenkomst die alleen gebruikt moet worden als de directe methode van verschil niet toegepast kan worden.
| Element             | Omstandigheid       | Verschijnsel (dronkenschap) |                     |
| Element             | Bier                | Verschijnsel (dronkenschap) |                     |
| Eerste overeenkomst | Eerste overeenkomst | Eerste overeenkomst         | Eerste overeenkomst |
| ------------------- | ------------------- | --------------------------- | ------------------- |
| Persoon I           | Ja                  | Ja                          |                     |
| Persoon J           | Ja                  | Ja                          |                     |
| Tweede overeenkomst |                     |                             |                     |
| Persoon K           | Nee                 | Nee                         |                     |
| Persoon L           | Nee                 | Nee                         |                     |

Als bijvoorbeeld zowel snelle commercialisering als landhonger geïdentificeerd zijn als mogelijke oorzaken van boerenopstanden, dan kan in de eerste fase onderzocht worden of alle gevallen van boerenopstanden vooraf worden gegaan door snelle commercialisering.
| Element             | Omstandigheid            | Verschijnsel (boerenopstand) |                     |
| Element             | Snelle commercialisering | Verschijnsel (boerenopstand) |                     |
| Eerste overeenkomst | Eerste overeenkomst      | Eerste overeenkomst          | Eerste overeenkomst |
| ------------------- | ------------------------ | ---------------------------- | ------------------- |
| Land A              | Ja                       | Ja                           |                     |
| Land B              | Ja                       | Ja                           |                     |

Die boerensamenlevingen waarin geen opstanden plaats hebben gevonden, worden vervolgens in de tweede fase onderzocht op snelle commercialisering. Als die afwezig is, dan is dit een corroboratie van deze argumentatie.
| Element             | Omstandigheid            | Verschijnsel (boerenopstand) |                     |
| Element             | Snelle commercialisering | Verschijnsel (boerenopstand) |                     |
| Tweede overeenkomst | Tweede overeenkomst      | Tweede overeenkomst          | Tweede overeenkomst |
| ------------------- | ------------------------ | ---------------------------- | ------------------- |
| Land C              | Nee                      | Nee                          |                     |
| Land D              | Nee                      | Nee                          |                     |

Als in de eerste overeenkomst ook landhonger als mogelijke oorzaak overeind bleef, dan kan in de derde fase de tweede overeenkomst dienen om landhonger weg te nemen als oorzaak als deze in die landen aan wordt getroffen, terwijl er geen opstanden zijn.
| Element             | Omstandigheid            | Omstandigheid       | Verschijnsel (boerenopstand) |
| Element             | Snelle commercialisering | Landhonger          | Verschijnsel (boerenopstand) |
| Eerste overeenkomst | Eerste overeenkomst      | Eerste overeenkomst | Eerste overeenkomst          |
| ------------------- | ------------------------ | ------------------- | ---------------------------- |
| Land A              | Ja                       | Ja                  | Ja                           |
| Land B              | Ja                       | Ja                  | Ja                           |
| Tweede overeenkomst |                          |                     |                              |
| Land C              | Nee                      | Ja                  | Nee                          |
| Land D              | Nee                      | Ja                  | Nee                          |

## Methode van de residuen
De vierde canon van Mill stelt:
Elimineer van elk verschijnsel dat deel waarvan uit eerdere inducties het effect van bepaalde antecedenten bekend is, en het residu van het fenomeen is het effect van de resterende antecedenten.
Zo stelde Marie Curie (1867–1934) in 1898 het bestaan vast van de elementen polonium en radium. Zij onderzocht de radioactiviteit van pekblende. Nadat Curie het radioactieve uranium en thorium van het monster had afgescheiden, kwam ze tot de vaststelling dat het overblijvende materiaal nog steeds radioactief was. Dit was een indicatie voor Curie dat er zich nog andere radioactieve elementen in bevonden. Daarop scheidde ze eerst polonium af en later ook radium.

## Methode van gelijktijdige variatie
Volgens de vijfde canon van Mill:
Dat verschijnsel dat op enige wijze varieert als een ander verschijnsel op een bepaalde manier varieert, is een oorzaak of een gevolg van dat fenomeen, of is ermee verbonden door een of ander feit van oorzaak en gevolg.
Deze methode komt overeen met de methode van overeenkomst, alleen wordt hier de overeenkomst niet kwalitatief, maar kwantitatief uitgedrukt. Daarmee kan onderzoek verricht worden naar omstandigheden die niet volledig aan- of afwezig zijn, maar variëren. Zo deed Durkheim (1806-1873) in Le Suicide uit 1897 onderzoek naar zelfmoord en wist zo met behulp van statistiek een ogenschijnlijk heel psychologisch onderwerp te beschrijven als een sociaal feit. Hij stelde dat anomische zelfmoorden mede afhankelijk was van onder andere de economische en sociale welvaart.
Volgens Durkheim was de samenleving te complex voor de eerste twee methodes van Mill, maar de laatste methode was volgens hem wel geschikt voor de sociologie. In Les Règles de la méthode sociologique uit 1895 gaf Durkheim drie toepassingen van vergelijkend onderzoek:
- de analyse van verschillen in een enkele samenleving op een bepaald moment
- de vergelijking van afwijkende aspecten in op elkaar lijkende samenlevingen
- de vergelijking van overeenkomende aspecten in samenlevingen die sterk van elkaar afwijken of in eenzelfde maatschappij na een radicale verandering

## Beperkingen
De methodes van Mill kennen elk afzonderlijk en in hun geheel sterke en zwakke punten. Voor de methode van overeenkomst geldt de aanname dat er sprake is van slecht een enkele omstandigheid die overeenkomt bij verschillende onderzoekselementen. Op dezelfde manier geldt bij de methode van verschil dat er slechts een enkele omstandigheid verschilt. In werkelijkheid zijn er echter meestal meerdere oorzaken, is er interactie tussen de oorzaken onderling en tussen oorzaak en gevolg, en is de enkele gevonden oorzaak niet noodzakelijk, noch voldoende.
Bij zowel de methode van de residuen als de methode van gelijktijdige variatie wordt aangenomen dat alle andere bijdragende oorzaken bekend zijn.
Daarnaast kennen de methodes geen systematische manier om potentiële oorzaken te achterhalen. Of er werkelijk sprake is van een causaal verband kan ook niet worden vastgesteld, zoals blijkt bij het probleem van de wetenschappelijke drinker. Een toenemende mate van waarschijnlijkheid is het hoogst haalbare. Daarbij kan een gevonden samenhang ook niet direct duidelijk maken of iets een oorzaak is of juist een gevolg, of dat ze beiden het gevolg zijn van een oorzaak die nog achterhaald moet worden, iets wat Mill zelf ook al vaststelde. Wat het werkzame mechanisme is tussen onderzoekselement, omstandigheid en verschijnsel volgt dan ook niet uit de methodes, daarvoor is een kwalitatieve vervolgstudie nodig.
Ook kunnen de methodes niet overweg met interactie tussen de onderzoekselementen, omstandigheden en verschijnselen.